# Щелкачёв, Владимир Николаевич
Владимир Николаевич Щелкачёв (3 ноября 1907 — 13 апреля 2005, Москва) — советский учёный и педагог. Лауреат Сталинской премии первой степени (1950).

## Биография
Родился 21 октября (3 ноября) 1907 года в дворянской семье во Владикавказе; отец — потомственный офицер Николай Иванович Щелкачёв (?—1944, Казань), мать — Зинаида Александровна, урождённая Замкова (?—1929). Вскоре семья переехала в Пятигорск, куда был переведён отец, который затем участвовал в Первой мировой войне и вернулся с фронта в 1918 году в звании подполковника; в 1920 году он был арестован и осуждён на пять лет, в связи с чем мать с детьми вернулась во Владикавказ, где поселилась у своей сестры Марии Александровны, супруги присяжного поверенного Фёдора Фёдоровича Чепелюгина, отец которого в 1871 году был городским головой Ростова-на-Дону.
Учился в гимназии, промышленно-экономическом техникуме (с 1920) и на «курсах повышенного типа», располагавшихся в здании советской трудовой школы № 5, с аттестатом которой Владимир Щелкачёв в 1923 году поехал поступать в Ростовский университет. Но после поступления в него выяснилось, что университет преобразуется в педагогический институт; в результате было принято ехать учиться в Москву, где, по счастливой случайности, вместе с другом, Николаем Поляховым, он был зачислен на физико-математический факультет Московского университета.
Среди многих выдающихся университетских преподавателей того времени особую роль в его судьбе сыграл Н. Н. Бухгольц, который, заметив его на первом курсе, привлёк к научной работе и руководил его дипломной работой «Вариационные принципы механики»; по рекомендации Бухгольца из Германии была выписана книга Шефера «Вариационные принципы механики». Защита диплома состоялась 18 мая 1928 года и по её итогам Щелкачёв был рекомендован в аспирантуру, но не был утверждён и по совету Бухгольца поступил на работу научным сотрудником в Государственный исследовательский нефтяной институт (ГИНИ) — в отдел промысловой механики, которой заведовал Л. С. Лейбензон. Одновременно, он был ассистентом Бухгольца на кафедре теоретической механики Вечернего рабочего машиностроительного института, а с 1930 года (после ухода из ГИНИ) — и ассистентом кафедры теоретической механики энергетического факультета Института народного хозяйства им. Г. В. Плеханова.
Учась в университете, он посещал также занятия в училище им. Гнесиных, играл на виолончели.
В это время он принимал активное участие в жизни одного из московских приходов и в ночь с 9 на 10 октября 1930 года был арестован по Делу о Церковно-христианской монархической организации «Истинно православная церковь» (катакомбная церковь) вместе с философом А. Ф. Лосевым, Д. Ф. Егоровым и другими; приговор особой тройки ОГПУ от 20 сентября 1931 года — 3 года заключения в концлагерь — был заменён высылкой в Алма-Ату, где в 1931 году он стал преподавателем математики Промышленно-экономического техникума Госбанка и преподавателем теоретической механики и сопротивления материалов в Политехникуме связи. В 1932 году был приглашён на должность доцента кафедры высшей математики Казахского педагогического института.
По окончании ссылки в 1933 году был направлен Главпрофобром РСФСР в Грозный, где до 1939 года был доцентом, заведующим кафедрой теоретической механики Грозненского нефтяного института. На студентке этого института, Вере Архиповне Сенчиковой (1911—1988), в 1939 году он женился.
В 1939 году была опубликована монография В. Н. Щелкачёва «Интерференция скважин и теория пластовых водонапорных систем», после чего ему по совокупности публикаций была присвоена учёная степень кандидата технических наук и осенью того же года, по конкурсу стал доцентом кафедры теоретической механики Днепропетровского государственного университета, оставаясь научным сотрудником ГрозНИИ и продолжал исследования в области подземной гидравлики. В декабре 1940 года он представил ВАК докторскую диссертацию на тему: «Расстановка скважин в пласте с водонапорным режимом. Гидродинамическое исследование некоторых вопросов»; защита в Московском нефтяном институте  была назначена на 30 июня 1941 года и успешно состоялась — в особых условиях, когда одновременно принимались дипломные работы студентов, уходивших на войну; учёная степень доктора технических наук была присуждена при четырёх голосах против.
По возвращении в Днепропетровск, он получил двухнедельный отпуск, чтобы вывезти жену и грудного сына (Александр родился в марте 1941) в Грозный, где был вынужден остаться и снова занял должность заведующего кафедрой теоретической механики Грозненского нефтяного института, став в нём единственным доктором наук в то время. Проводил специальные промысловые исследования на грозненских скважинах, результатом которых стала гидродинамическая теория упругого режима разработки нефтеносных пластов, опубликованная в монографии в 1948 году и получившая развитие в монографии 1959 года: «Разработка нефтеводоносных пластов при упругом режиме», переведённая на китайский, румынский, венгерский и немецкий языки. С 1944 по 1946 год был сотрудником особой группы по интенсификации нефтедобычи и нефтеизвлечения Наркомнефти в Москве.
В 1946—1992 годах преподавал в МНИ имени И. М. Губкина: профессор, заведующий кафедрой теоретической механики. В 1971—1974 годах  временно заведовал также кафедрой разработки нефтяных месторождений. В 1969—1991 годах читал цикл лекций по проблемам педагогики высшей школы, подземной гидродинамики и разработки нефтяных месторождений в Румынии, Венгрии, ГДР, Китае и Сирии.
Был ректором университета повышения квалификации преподавателей МНИ им. И. М. Губкина; почетный член РАЕН (с конца 1990-х)
Умер в Москве 13 апреля 2005 года.

## Научная деятельность
Первым его важным достижением стала критика ошибочной идеи «отца теории фильтрации» Ч. Слихтера, которую поддерживали Ф. Форхгеймер и Л. С. Лейбензон.
В 1839 году в монографии «Интерференция скважин и теория пластовых водонапорных систем» было указано, что «количественный эффект взаимодействия скважин зависит не только от их взаимного расстояния, но и от расстояния до контура питания» и это вывод предвосхитил основы теории законтурного и внутриконтурного заводнения.
Под его руководством подготовлено 42 кандидата и 19 докторов технических наук. Автор около 290 научных работ. В числе его публикаций:
- Движение вязкой жидкости по трубе, внутри которой находятся трубки меньшего диаметра. — Москва ; Ленинград : Союзнефть - Нефт. изд-во, 1931. — 76 с. : черт. — (Труды Государственного исследовательского нефтяного института).
- Интерференция скважин и теория пластовых водонапорных систем / В. Н. Щелкачев и Г. Б. Пыхачев. — Баку : АзГОНТИ, 1939 (Харьков). — 286 с. : черт.
- Основы подземной нефтяной гидравлики. — Москва ; Ленинград : Гостоптехиздат, 1945. — 159 с. : черт. — (Курсы усовершенствования инженеро-технических кадров Наркомнефти. Современная нефтяная техника. Пособия для повышения квалификации инженеров нефтяной промышленности).
- Итоги исследования скважин XIII и XVI пластов Октябрьского района в 1943 году - анализ пластовых давлений. — Грозный : Науч.-исслед. сектор ГНИ : Грозн. обл. изд-во, 1945. — 46 с., 13 л. граф., табл. — (Труды Грозненского нефтяного института (ГНИ) и Грозненского нефтяного научно-исследовательского института (ГрозНИИ). Серия работ по подземной гидравлике; Вып. 4).
- Влияние упругих свойств жидкости на режим месторождения и поведение скважин. — Грозный : Науч.-исслед. сектор ГНИ : Грозн. обл. изд-во, 1945. — 31 с., 6 л. черт. — (Труды Грозненского нефтяного института (ГНИ) и Грозненского нефтяного научно-исследовательского института (ГрозНИИ). Серия работ по подземной гидравлике; Вып. 5).
- Анализ существующих методов исследования скважин. — Грозный : Науч.-иссл. сектор ГНИ : Грозн. обл. изд-во, 1945. — 84 с. — (Труды Грозненского нефтяного института ГНИ и Грозненского нефтяного научно-исследовательского института «ГрозНИИ». Серия работ по подземной гидравлике; Вып. 6).
- Форсированный отбор жидкости как метод интенсификации добычи нефти. — Москва : Гостоптехиздат, 1946. — 47 с. : ил. — (Обмен отечественным опытом. Добыча нефти/ Бюро техн.-экон. информации ЦИМТНефти).
- Упругий режим пластовых водонапорных систем. — Москва ; Ленинград : Гостоптехиздат, 1948 (Л. : тип. «Кр. печатник»). — 144 с. : черт.
- Подземная гидравлика: [Учеб. пособие для нефт. вузов] / Проф. В. Н. Щелкачев, проф. Б. Б. Лапук ; Под общ. ред. акад. Л. С. Лейбензона. — Москва ; Ленинград : Гостоптехиздат, 1949. — 524 с. : ил.
- Földalatti hidraulika / V. N. Scselkacsev és B. B. Lapuk ; L. Sz. Lejbenzon akad. szerkesztésében ; Ford. dr. Viczián István. — Budapest : Nehézipari könyv- és folyóiratkiadó vállalat, 1952. — 507 с. : ил.
- Hidraulica subterană : Trad. din limba rusă / V. N. Scelcaciov şi B. B. Lapuc. — Bucureşti : Ed. tehnică, 1953. — 486 с. : ил.
- Разработка нефтяных месторождений в США (Анализ состояния и тенденций развития). — Москва : Гостоптехиздат, 1958. — 39 с.
- Разработка нефтеводоносных пластов при упругом режиме: [Учеб. пособие для нефт. вузов и фак.]. — Москва : Гостоптехиздат, 1959. — 467 с. : черт.
- Особенности разработки некоторых нефтяных месторождений Северной Америки / Под ред. и с предисл. проф. В. Н. Щелкачева. — Москва : [б. и.], 1961. - 159 с. : ил., карт. — (Тематический научно-технический сборник. Серия «Добыча»/ Гос. науч.-техн. ком. Совета Министров РСФСР. Гос. науч.-исслед. ин-т науч. и техн. информации)
- Подземная гидродинамика: [Сборник статей] / Под ред. проф. В. Н. Щелкачева ; М-во высш. и сред. спец. образования СССР. Моск. ин-т нефтехим. и газовой пром-сти им. И. М. Губкина. — Москва : Недра, 1971. — 79 с. : граф.
- Вариационные принципы механики : Учеб. пособие для факультатив. курсов вузов, студентов и аспирантов / В. Н. Щелкачев; Моск. ин-т нефти и газа им. И. М. Губкина, Каф. теорет. механики; Под ред. В. Н. Рубановского. — Москва : МОСК. ИН-Т НЕФТИ И ГАЗА, 1989. — 67,[2] с. : ил.
- Избранные труды : В 2 т. в 3-х кн. — М. : Недра, 1990. — ISBN 5-247-02117-7; ISBN 5-247-02246-7.
- Анализ разработки крупнейших нефтяных месторождений СНГ и США. — Москва : Всерос. НИИ орг., управления и экономики нефтегазовой пром-сти, 1994. — 74,[1] с. : граф.
- Проблемы педагогики высшей школы. Вариационные принципы механики / В. Н. Щелкачев ; Гос. ком. Рос. Федерации по высш. образованию. Гос. акад. нефти и газа им. И. М. Губкина. — Москва : Нефть и Газ, 1996. — 236, [1] с. : ил., портр. — ISBN 5-7246-0031-5.
- История управления разработкой и история разработки нефтяных месторождений СССР и России. — Москва : Нефть и газ, 1998. — 170, [1] с. — ISBN 5-7246-0050-1.
- Отечественная и мировая нефтедобыча. История развития, современное состояние и прогнозы : Монография / В. Н. Щелкачёв. — 2001. — 135 с. — (Министерство образования Российской Федерации : Российский государственный университет нефти и газа им. И. М. Губкина)
- Отечественная и мировая нефтедобыча : история развития, современное состояние и прогнозы. — Ижевск : Ин-т компьютер. исслед. ; Москва : [б. и.], 2002. — 132 с. : табл. — (Серия «Современные нефтегазовые технологии»). — ISBN 978-5939721893.
- Важнейшие принципы нефтеразработки: 75 лет опыта / В. Н. Щелкачев; М-во образования Рос. Федерации. Рос. гос. ун-т нефти и газа им. И. М. Губкина. — Москва : Нефть и газ (НГ), 2004 (Тип. изд-ва). — 606, [1] с. : табл. — ISBN 5-7246-0266-0.
- Дорога к истине / В. Н. Щелкачев. — Москва : Изд-во «Нефтяное хозяйство», 2007. — 303 с., [18] л. ил., портр.

## Ученые степени и звания
- кандидат технических наук (1939)
- доктор технических наук (1941)
- профессор (1942).
- депутат Ленинского райсовета; председатель научного студенческого общества
- ректор университета повышения квалификации преподавателей МНИ имени И. М. Губкина
- почетный член РАЕН (с конца 1990-х)
- член Центральной комиссии по разработке нефтяных месторождений (с 1963)
- член редколлегии журнала «Нефтяное хозяйство» (с 1949)
- заместитель председателя научно-методического совета по теоретической механике при Министерстве высшего образования (1964—1997)
- член Президиума этого же совета (с 1998)
- член Ученых советов МНИ — РГУ нефти и газа имени И. М. Губкина (с 1946 года)

## Награды и премии
- Сталинская премия первой степени (1950) — за разработку и освоение законтурного заводнения Туймазинского нефтяного месторождения, значительно повысившего его нефтеотдачу
- орден Ленина
- три ордена Трудового Красного Знамени
- Орден «За заслуги перед Отечеством» IV степени (31 декабря 1997 года) — за заслуги перед государством, многолетний добросовестный труд и большой вклад в укрепление дружбы и сотрудничества между народами[6].
- медали
- заслуженный деятель науки и техники РСФСР
- заслуженный работник высшей школы РСФСР
- заслуженный работник нефтяной и газовой промышленности РСФСР

## Общественная деятельность
- Депутат Ленинского райсовета г. Москвы
- председатель научного студенческого общества
- член Центральной комиссии по разработке нефтяных месторождений (с 1963)
- член редколлегии журнала «Нефтяное хозяйство» (с 1949)
- заместитель председателя научно-методического совета по теоретической механике при Министерстве высшего образования (1964—1997); член Президиума совета (с 1998)
- член Ученых советов МНИ — РГУ нефти и газа имени И. М. Губкина (1946 по наст. вр.)